# Bezirk Złotniki
Bezirk Złotniki – dawny powiat (Bezirk) kraju koronnego Królestwo Galicji i Lodomerii, funkcjonujący w latach 1854–1867. Siedzibą starostwa była wieś Złotniki.

## Historia
Bezirk Złotniki utworzono w ramach reformy uwłaszczeniowej z okresu Wiosny Ludów (1848–1849), która likwidowała jurysdykcję właściciela ziemskiego nad poddanymi. W Galicji, dominium – jako podstawowa jednostka administracyjna i filar systemu feudalnego straciło rację bytu. Konieczne stało się zatem wprowadzenie nowego systemu administracyjnego, którego zręby powstały w latach 1851–1855. Nowy trójstopniowy podział administracyjny objął 21 cyrkułów (niem. Kreise), 179 małych powiatów (niem. Bezirke) i ponad 6000 gmin (niem. Gemeinde).
Bezirk Złotniki objął obszar o wielkości 7,1 mil², zamieszkany przez 21.445 ludzi i podzielony na 25 gmin katastralnych. Wszedł w skład cyrkułu tarnopolskiego, jako jeden z jego dziewięciu powiatów. Powiat składał się z dwóch połaci, odciętych od siebie pasmem Bezirk Kozowa w cyrkule brzeżańskim, a obie połacie stykały się dosłownie w jednym punkcie między Bieniawą a Sokołowem.
Po nadaniu Galicji autonomii oraz powołaniu samorządu gminnego i powiatowego w 1865 zlikwidowano cyrkuły (Kreise). Dotychczasowe małe powiaty (Bezirke), w liczbie 179, utrzymały się do 1867 roku, kiedy to w następstwie kolejnej reformy administracyjnej (23 stycznia 1867) zostały zastąpione przez 74 większe powiaty. Obszar zniesionego Bezirk Złotniki wszedł wtedy w skład nowych powiatów: trembowelskiego, podhajeckiego, buczackiego i brzeżańskiego (vide podział w tabeli poniżej). 19 czerwca 1867 i 1 sierpnia 1878 częściowo zmieniono granice tych powiatów.

## Podział administracyjny (1854)
| Lp. | Gmina jednostkowa                                    | Powierzchnia | Ludność | Powiat w 1867 po zniesieniu |
| --- | ---------------------------------------------------- | ------------ | ------- | --------------------------- |
| 1   | Złotniki z Kątem, Laskawkami, Korolówką i Burkanowem | 1168         | 3100    | trembowelski                |
| 2   | Mogielnica                                           | 7066         | 2182    | trembowelski                |
| 3   | Romanówka                                            | 2345         | 1240    | trembowelski                |
| 4   | Chmielówka                                           | 2002         | 557     | trembowelski                |
| 5   | Brykula Stara                                        | 1360         | 515     | trembowelski                |
| 6   | Darachów                                             | 4399         | 1754    | trembowelski                |
| 7   | Tiutków                                              | 975          | 539     | trembowelski                |
| 8   | Zarwanica                                            | 4342         | 681     | trembowelski                |
| 9   | Sapowa z Polesiukiem                                 | 1035         | 530     | buczacki                    |
| 10  | Dobropole                                            | 1606         | 402     | buczacki                    |
| 11  | Mateuszówka                                          | 1606         | 121     | buczacki                    |
| 12  | Wiśniowczyk                                          | 4904         | 1243    | trembowelski                |
| 13  | Hajworonka                                           | 2815         | 821     | trembowelski                |
| 14  | Brykula Nowa                                         | 1039         | 450     | trembowelski                |
| 15  | Pantalicha                                           | 2459         | 98      | trembowelski                |
| 16  | Rakowiec                                             | 2459         | 499     | podhajecki                  |
| 17  | Sokolniki                                            | 1330         | 510     | trembowelski                |
| 18  | Sokołów                                              | 4822         | 893     | trembowelski                |
| 19  | Chatki                                               | 4822         | 366     | trembowelski                |
| 20  | Bieniawa                                             | 2042         | 649     | podhajecki                  |
| 21  | Siemikowce                                           | 1730         | 564     | podhajecki                  |
| 22  | Bohatkowce                                           | 4845         | 914     | podhajecki                  |
| 23  | Iszczków                                             | 4687         | 1006    | podhajecki                  |
| 24  | Rosochowaciec                                        | 4687         | 566     | podhajecki                  |
| 25  | Słoboda Złota                                        | 4964         | 1245    | brzeżański                  |

Objaśnienie:
(M) = miasto; (m) = miasteczko